# Gare de Tamagawa
La gare de Tamagawa (多摩川駅, Tamagawa-eki) est une gare ferroviaire de la ville de Tokyo au Japon. Elle est située dans l'arrondissement d'Ōta. La gare est gérée par la compagnie Tōkyū.

## Situation ferroviaire
La gare de Tamagawa est située au point kilométrique (PK) 9,0 de la ligne Tōkyū Tōyoko et au PK 7,3 de la ligne Tōkyū Meguro. Elle marque la fin de la ligne Tōkyū Tamagawa.

## Histoire
La gare a été inaugurée le 11 mars 1923.

## Service des voyageurs

### Accueil
La gare dispose d'un bâtiment voyageurs, avec guichets, ouvert tous les jours.

### Desserte
- Ligne Tōyoko :
  - voie 1 : direction Yokohama (interconnexion avec la ligne Minatomirai pour Motomachi-Chūkagai)
  - voie 4 : direction Shibuya (interconnexion avec la ligne Fukutoshin pour Kotake-Mukaihara et Wakōshi)
- Ligne Meguro :
  - voie 2 : direction Hiyoshi
  - voie 3 : direction Meguro (interconnexion avec la ligne Namboku pour Akabane-Iwabuchi ou avec la ligne Mita pour Nishi-Takashimadaira)
- Ligne Tamagawa :
  - voies 5 et 6 : direction Kamata